# Премия Цыплёнка Цыпы
Премия Цыплёнка Цыпы (англ. Chicken Little Award, по имени главного героя мультфильма Цыпленок Цыпа Уолта Диснея), полное название Премия Цыплёнка Цыпы за преувеличенные предсказания неотвратимого разрушения окружающей среды (англ. The "Chicken Little" Award for Exaggerated Predictions About the Impending Destruction of Our Environment) — шуточная премия, учреждённая Центром национальной обеспокоенности одновременно с премией имени Джулиана Саймона, присуждаемой за трезвый взгляд на те же проблемы. О своей поддержке премии заявила также организация Проект «Наука и политика в области окружающей среды» (англ. The Science and Environmental Policy Project)
Лауреатами премии, в частности, стали Пол Эрлих (2001), неоднократно высказывавшийся в поддержку мальтузианских идей о катастрофической перенаселённости Земли и, в частности, заявивший в книге «The Population Bomb» (1968), что «в течение 1970-80-х гг. миллионы людей умрут от голода» (англ. The battle to feed humanity is over. In the 1970s and 1980s hundreds of millions of people will starve to death), научный обозреватель New York Times Уильям Стивенс (1995) за написание более 90 статей об угрозе глобального потепления (которая, по мнению создателей премии, не имеет под собой научных оснований), штат Калифорния (2000) за сдерживание программы электрификации из соображений охраны окружающей среды и другие лица и организации.